# Криптичні види
Криптичні види, або приховані види (також Комплекс прихованих видів) — це група біологічних видів, які задовольняють визначенню біологічних видів, тобто вони репродуктивно ізольовані один від одного, але їх морфологія дуже схожа (в деяких випадках практично ідентична).
Поняття криптичних видів загалом є подібним до поняття видів-двійників, проте є й відмінність:
- види-двійники — це пари морфологічно близьких видів, які не розрізняються за традиційними системами ознак, прийнятих у діагностиці певної групи організмів, проте фахівцями вони можуть бути розрізнені; звичайно мова йде про пари симпатричних видів і про макроморфологічні ознаки;
- криптичні види — це пари видів, які надійно не розрізняються за будь-якими системами морфологічних (або анатомічних) ознак ні аматорами, ні фахівцями, і єдиними надійними критеріями є генетичні ознаки.